# Ministerio de Finanzas (Israel)
El Ministerio de Finanzas de Israel (en hebreo: מִשְׂרַד הָאוֹצָר‎, Misrad HaOtzar) es el principal ministerio económico del Gobierno de Israel. Tiene a su cargo la planificación y ejecución de la política económica general del Gobierno, así como el establecimiento de metas para la política fiscal, la preparación del proyecto de Presupuesto del Estado y el seguimiento de la ejecución del presupuesto aprobado. El ministerio también administra los ingresos estatales, recauda impuestos directos e indirectos y promueve inversiones de no residentes. Además, el ministerio mantiene relaciones económicas con gobiernos extranjeros, organizaciones económicas y la comunidad internacional. El ministerio regula el sector de empresas estatales y el mercado de capitales, ahorro y seguros. El ministerio también es responsable de las unidades auxiliares de los ministerios gubernamentales en vehículos de motor, servicios informáticos, impresión y contratación pública.
El Ministerio de Finanzas está encabezado por el ministro de Finanzas, actualmente Avigdor Lieberman. Ocasionalmente también hay un viceministro de Finanzas. El personal permanente del ministerio incluye al director general, los directores de departamento responsables del Departamento de Presupuesto, el Contador General, el Departamento de Convenios Salariales y Laborales y las unidades de acreditación (Autoridad Tributaria, Autoridad de Empresas Gubernamentales, Mercado de Capitales, Seguros, y la Autoridad de Ahorros y la Impresora Gubernamental).

## Funciones principales
Las unidades del Ministerio de Finanzas pueden clasificarse según los tres tipos de servicios que brindan:
- Servicios de personal del gobierno  —departamentos que actúan en nombre de las unidades y operaciones del gobierno: presupuestos de las operaciones del gobierno (Departamento de Presupuesto), operaciones del Contador General, regulación de las empresas estatales (Autoridad de Empresas Gubernamentales), servicios económicos en los Estados Unidos, y control y auditoría de las operaciones del Ministerio de Finanzas (Unidad de Auditoría Interna).
- Servicios de personal económico general — departamentos que actúan en asuntos relacionados con la economía en general: gestión de los ingresos estatales (Administración de Ingresos del Estado) y regulación del mercado de capitales, seguros y ahorros (Departamento de Mercado de Capitales, Seguros y Ahorros). La Autoridad Tributaria implementa las ordenanzas del Impuesto sobre la Renta y el Impuesto sobre la Propiedad, Aduanas e IVA.
- Servicios auxiliares para ministerios gubernamentales — servicios de vehículos de motor (Administración de vehículos gubernamentales), servicios informáticos para los departamentos fiscales (Servicio informático), impresión (la Impresora del Gobierno, una empresa comercial propiedad del Ministerio de Finanzas) y Administración de Contratación Pública.

## Lista de ministros
| #  | Ministro            | Partido                  | Gobierno                | Inicio del término       | Fin del término          | Notas                       |
| -- | ------------------- | ------------------------ | ----------------------- | ------------------------ | ------------------------ | --------------------------- |
| 1  | Eliezer Kaplan      | Mapai                    | P, 1, 2, 3              | 14 de mayo de 1948       | 25 de junio de 1952      | Murió en el cargo           |
| 2  | Levi Eshkol         | Mapai                    | 3, 4, 5, 6, 7, 8, 9, 10 | 25 de junio de 1952      | 26 de junio de 1963      |                             |
| 3  | Pinchas Sapir       | Mapai Ha‘Maaraj Ha‘Avoda | 11, 12, 13              | 26 de junio de 1963      | 5 de agosto de 1968      |                             |
| 4  | Ze'ev Sherf         | Ha‘Maaraj                | 13, 14                  | 5 de agosto de 1968      | 15 de diciembre de 1969  |                             |
| –  | Pinchas Sapir       | Ha‘Maaraj                | 15, 16                  | 15 de diciembre de 1969  | 3 de junio de 1974       |                             |
| 5  | Yehoshua Rabinovitz | Ha‘Maaraj                | 17                      | 3 de junio de 1974       | 20 de junio de 1977      |                             |
| 6  | Simha Erlich        | Likud                    | 18                      | 20 de junio de 1977      | 7 de noviembre de 1979   |                             |
| 7  | Yigal Hurvitz       | Likud                    | 18                      | 7 de noviembre de 1979   | 13 de enero de 1981      |                             |
| 8  | Yoram Aridor        | Likud                    | 18, 19, 20              | 21 de enero de 1981      | 15 de octubre de 1983    |                             |
| 9  | Yigal Cohen-Orgad   | Likud                    | 20                      | 18 de octubre de 1983    | 13 de septiembre de 1984 |                             |
| 10 | Yitzhak Moda'i      | Likud                    | 21                      | 13 de septiembre de 1984 | 16 de abril de 1986      |                             |
| 11 | Moshe Nissim        | Likud                    | 21, 22                  | 16 de abril de 1986      | 22 de diciembre de 1988  |                             |
| 12 | Shimon Peres        | Ha‘Maaraj                | 23                      | 22 de diciembre de 1988  | 15 de marzo de 1990      |                             |
| 13 | Yitzhak Shamir      | Likud                    | 23                      | 15 de marzo de 1990      | 11 de junio de 1990      | Primer ministro en servicio |
| –  | Yitzhak Moda'i      | Miflagá Libralit Jadashá | 24                      | 11 de junio de 1990      | 13 de julio de 1992      |                             |
| 14 | Avraham Shochat     | Ha‘Avoda                 | 25, 26                  | 13 de julio de 1992      | 18 de junio de 1996      |                             |
| 15 | Dan Meridor         | Likud                    | 27                      | 18 de junio de 1996      | 20 de junio de 1997      |                             |
| 16 | Benjamin Netanyahu  | Likud                    | 27                      | 20 de junio de 1997      | 9 de julio de 1997       | Primer ministro en servicio |
| 17 | Yaakov Neeman       | Likud                    | 27                      | 9 de julio de 1997       | 18 de diciembre de 1998  |                             |
| –  | Benjamin Netanyahu  | Likud                    | 27                      | 18 de diciembre de 1998  | 23 de febrero de 1999    | Primer ministro en servicio |
| 18 | Meir Sheetrit       | Likud                    | 27                      | 23 de febrero de 1999    | 6 de julio de 1999       |                             |
| –  | Avraham Shochat     | Israel Ejat              | 28                      | 6 de julio de 1999       | 7 de marzo de 2001       |                             |
| 19 | Silvan Shalom       | Likud                    | 29                      | 7 de marzo de 2001       | 28 de febrero de 2003    |                             |
| –  | Benjamin Netanyahu  | Likud                    | 30                      | 28 de febrero de 2003    | 9 de agosto de 2005      |                             |
| 20 | Ehud Olmert         | Likud Kadima             | 30                      | 9 de agosto de 2005      | 7 de noviembre de 2005   |                             |
| 21 | Avraham Hirschson   | Kadima                   | 31                      | 4 de mayo de 2006        | 22 de abril de 2007      |                             |
| –  | Ehud Olmert         | Kadima                   | 31                      | 22 de abril de 2007      | 4 de julio de 2007       | Primer ministro en servicio |
| 22 | Roni Bar-On         | Kadima                   | 31                      | 4 de julio de 2007       | 31 de marzo de 2009      |                             |
| 23 | Yuval Steinitz      | Likud                    | 32                      | 31 de marzo de 2009      | 18 de marzo de 2013      |                             |
| 24 | Yair Lapid          | Yesh Atid                | 33                      | 18 de marzo de 2013      | 2 de diciembre de 2014   |                             |
| –  | Benjamin Netanyahu  | Likud                    | 33                      | 2 de diciembre de 2014   | 14 de mayo de 2015       | Primer ministro en servicio |
| 25 | Moshe Kahlon        | Kulanu, Likud            | 34                      | 14 de mayo de 2015       | 17de mayo de 2020        |                             |
| 26 | Israel Katz         | Likud                    | 35                      | 17 de mayo de 2020       | 13 de junio de 2021      |                             |
| 27 | Avigdor Lieberman   | Yisrael Beiteinu         | 36                      | 13 de junio de 2021      |                          |                             |

### Viceministros
| #  | !Ministro       | Partido                      | Gobierno | Inicio del término       | Fin del término          |
| -- | --------------- | ---------------------------- | -------- | ------------------------ | ------------------------ |
| 1  | Yitzhak Coren   | Mapai                        | 10       | 30 de mayo de 1962       | 26 de junio de 1963      |
| 2  | Zvi Dinstein    | Ha‘Maaraj Ha‘Avoda Ha‘Maaraj | 13, 14   | 24 de julio de 1967      | 15 de diciembre de 1969  |
| –  | Zvi Dinstein    | Ha‘Maaraj                    | 15       | 22 de diciembre de 1969  | 10 de marzo de 1974      |
| 3  | Yehezkel Flomin | Likud                        | 18       | 28 de junio de 1977      | 30 de julio de 1979      |
| 4  | Haim Kaufman    | Likud                        | 19, 20   | 28 de agosto de 1981     | 13 de septiembre de 1984 |
| 5  | Adiel Amorai    | Ha‘Maaraj                    | 21, 22   | 24 de septiembre de 1984 | 22 de diciembre de 1988  |
| 6  | Yossi Beilin    | Ha‘Maaraj                    | 23       | 26 de diciembre de 1988  | 11 de junio de 1990      |
| 7  | Yosef Azran     | Shas                         | 24       | 2 de julio de 1990       | 13 de julio de 1992      |
| 8  | Rafael Pinhasi  | Shas                         | 25       | 4 de agosto de 1992      | 31 de diciembre de 1992  |
| 9  | David Magen     | Likud                        | 27       | 18 de junio de 1996      | 20 de mayo de 1997       |
| 10 | Nissim Dahan    | Shas                         | 28       | 5 de agosto de 1999      | 11 de julio de 2000      |
| 11 | Yitzhak Cohen   | Shas                         | 29       | 2 de mayo de 2001        | 20 de mayo de 2002       |
| –  | Yitzhak Cohen   | Shas                         | 29       | 3 de junio de 2002       | 28 de febrero de 2003    |
| –  | Yitzhak Cohen   | Shas                         | 32       | 1 de abril de 2009       | 18 de marzo de 2013      |
| 12 | Mickey Levy     | Yesh Atid                    | 33       | 18 de marzo de 2013      | 4 de diciembre de 2014   |
| –  | Yitzhak Cohen   | Shas                         | 34, 35   | 19 de mayo de 2015       | 14 de octubre de 2020    |